# Państwa centralne
     Państwa centralne
     Ententa

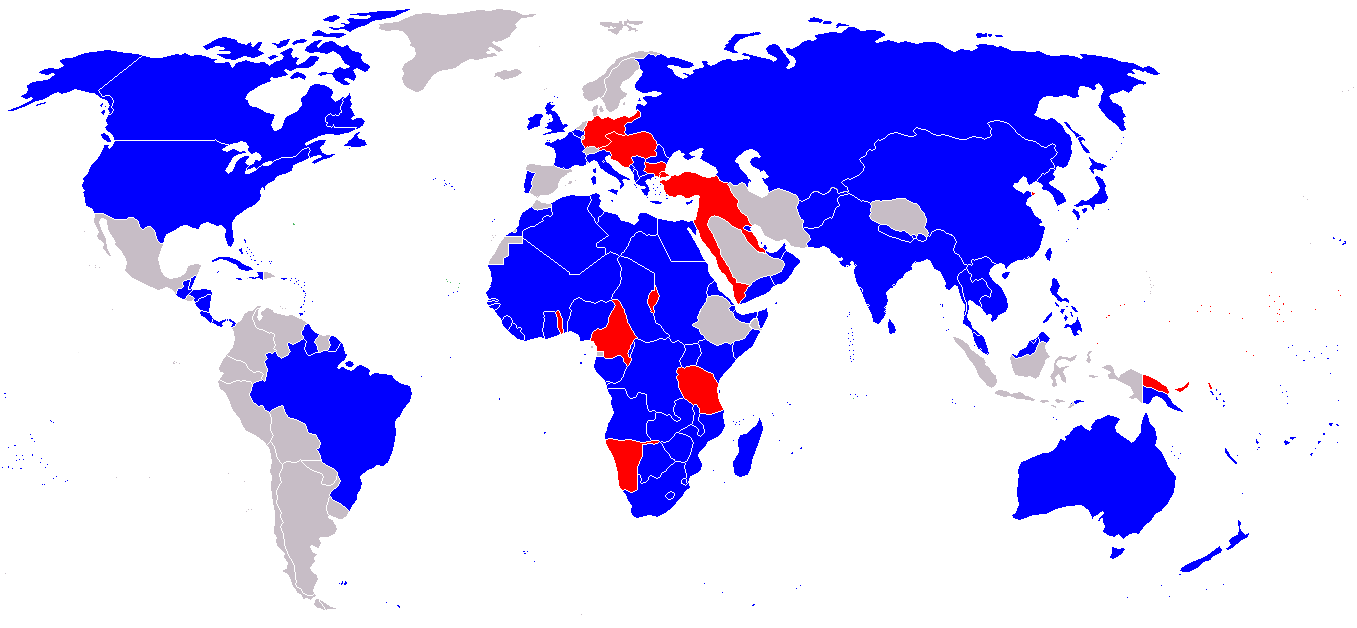
Uczestnicy I wojny światowej
Państwa centralne
Ententa

Państwa centralne (ang. Central Powers, fr. Empires centraux, niem. Mittelmächte, węg. Központi hatalmak, tur. Merkezî Devletleri, bułg. Централни сили) − istniejący w okresie I wojny światowej sojusz Cesarstwa Niemieckiego, Monarchii Austro-Węgierskiej, Carstwa Bułgarii i Imperium Osmańskiego, a także ich pomniejszych sprzymierzeńców (Dżabal Szammar, Państwo Derwiszów, Sułtanat Dar Fur, Demokratyczna Republika Azerbejdżanu, Sanusijja, antybrytyjscy buntownicy burscy) i państw uzależnionych od Niemiec i Imperium Osmańskiego. Przeciwnikiem państw centralnych była Ententa.
Nazwa sojuszu pochodzi od centralnego położenia w Europie Niemiec i Austro-Węgier, które były otoczone ze wszystkich stron państwami Ententy. Początkowo to Niemcy i Austro-Węgry dźwigały ciężar wojny.
Przedwojenny sojusz Niemiec i Austro-Węgier, a także Włoch, które go opuściły, nazywał się Trójprzymierzem. Niemcy podpisały układ z Austro-Węgrami w 1879 roku, natomiast układ z Włochami w 1882. Imperium Osmańskie weszło w sojusz z Niemcami 2 sierpnia 1914 roku, zaś Bułgaria 14 października 1915 roku. Ten układ określano jako czwórprzymierze.

## Traktaty i rozejmy
Państwa centralne przegrały ostatecznie wojnę, mimo pokonania Rosji i Rumunii. W 1918 roku kolejno zawieszenie broni podpisywały:
|                      | \| Państwo \| Rozejm \| \| -------------------- \| ------------------------------------ \| \| Bułgaria \| 29 września 1918(dts) w Salonikach \| \| Imperium Osmańskie \| 30 października 1918(dts) w Mudros \| \| Austro-Węgry \| 4 listopada 1918(dts) w Villa Giusti \| \| Cesarstwo Niemieckie \| 11 listopada 1918(dts) w Compiègne \| |
| Państwo              | Rozejm |
| Bułgaria             | 29 września 1918(dts) w Salonikach |
| Imperium Osmańskie   | 30 października 1918(dts) w Mudros |
| Austro-Węgry         | 4 listopada 1918(dts) w Villa Giusti |
| Cesarstwo Niemieckie | 11 listopada 1918(dts) w Compiègne |

Straty wśród państw centralnych

Ponieważ Austro-Węgry rozpadły się, osobny rozejm w Belgradzie oraz traktat pokojowy podpisano również z Węgrami, uznając je za jedno z państw centralnych. Austrię także uznano za jedno z państw centralnych.
Traktaty pokojowe z państwami centralnymi:
| Państwo                              | Traktat                                       | Data                                     |
| ------------------------------------ | --------------------------------------------- | ---------------------------------------- |
| Austria                              | Traktat w Saint-Germain-en-Laye               | 10 września 1919                         |
| Bułgaria                             | Traktat w Neuilly-sur-Seine                   | 27 listopada 1919                        |
| Rzesza Niemiecka                     | Traktat wersalski                             | 28 czerwca 1919                          |
| Węgry                                | Traktat w Trianon                             | 4 czerwca 1920                           |
| Imperium Osmańskie(następnie) Turcja | Traktat w Sèvres(następnie)Traktat w Lozannie | 10 sierpnia 1920(następnie)24 lipca 1923 |

## Przywódcy

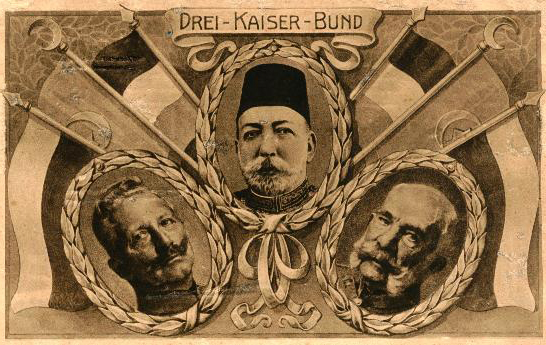
Wilhelm II, Mehmed V, Franciszek Józef I: trzech imperatorów państw centralnych.

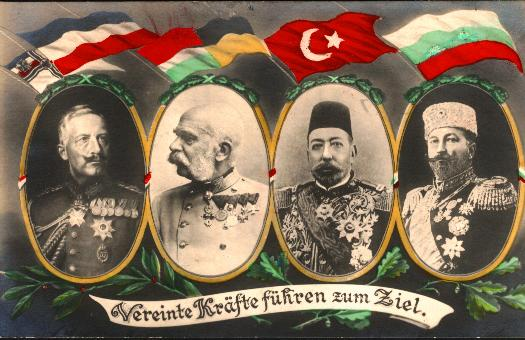
Wilhelm II, Franciszek Józef I, Mehmed V, Ferdynand I: przywódcy poczwórnego przymierza.

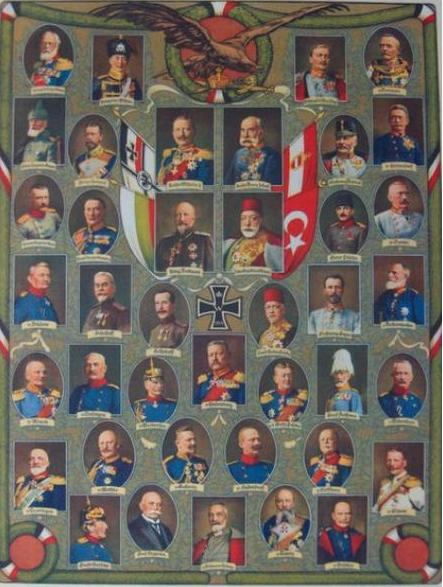
Pocztówka przedstawiająca przywódców państw centralnych.

### Austro-Węgry
- Franciszek Józef I: cesarz Austrii i król Węgier
- Karol I: cesarz Austrii i król Węgier
- Leopold Berchtold: minister spraw zagranicznych Austro-Węgier
- István Tisza: premier Węgier
- Fryderyk Habsburg: naczelny wódz armii austro-węgierskiej
- Franz Conrad von Hötzendorf: szef austro-węgierskiego sztabu generalnego
- Arthur Arz von Straussenburg: szef austro-węgierskiego sztabu generalnego
- Svetozar Boroević von Bojna: marszałek postrzegany jako jeden z najlepszych strategów obronnych wojny
- Anton Haus: naczelny dowódca austro-węgierskiej marynarki wojennej
- Maximilian Njegovan: naczelny dowódca austro-węgierskiej marynarki wojennej
- Miklós Horthy: naczelny dowódca austro-węgierskiej marynarki wojennej

### Cesarstwo Niemieckie
- Wilhelm II: cesarz niemiecki
- Theobald von Bethmann Hollweg: kanclerz Niemiec
- Helmuth von Moltke: szef niemieckiego sztabu generalnego
- Erich von Falkenhayn: szef niemieckiego sztabu generalnego
- Paul von Hindenburg: szef niemieckiego sztabu generalnego
- Alfred von Tirpitz: admirał Kaiserliche Marine
- Reinhard Scheer: dowódca cesarskiej floty morskiej
- Erich Ludendorff: naczelny kwatermistrz armii niemieckiej
- Leopold Bawarski: naczelny dowódca teatru wschodniego
- Max Hoffmann: szef sztabu teatru wschodniego
- Wilhelm Souchon: niemiecki doradca ds. marynarki wojennej w imperium osmańskim
- Otto Liman von Sanders: niemiecki doradca ds. marynarki wojennej w imperium osmańskim
- Paul von Lettow-Vorbeck: niemiecki dowódca kampanii wschodnioafrykańskiej
- Hermann von François: niemiecki generał
- Georg von der Marwitz: niemiecki generał kawalerii

### Imperium Osmańskie
- Mehmed V: sułtan imperium osmańskiego
- Mehmed VI: sułtan imperium osmańskiego
- Said Halim Pasza: wielki wezyr
- İsmail Enver: naczelny dowódca armii imperium osmańskiego
- Fritz Bronsart von Schellendorf: szef sztabu generalnego
- Mustafa Kemal Atatürk: dowódca 2 Armii
- Ahmed Dżemal: dowódca 4 Armii w Syrii, minister marynarki wojennej
- Fevzi Çakmak: dowódca 7 Armii w Palestynie

### Bułgaria
- Ferdynand I: car Bułgarii
- Wasił Radosławow: premier Bułgarii
- Nikoła Żekow: naczelny dowódca bułgarskiej armii
- Georgi Todorow: dowódca 2 Armii, zastępca naczelnego dowódcy
- Konstantin Żostow: szef sztabu generalnego
- Władimir Wazow: bułgarski generał

### Dżabal Szammar
- Saʿūd I bin ʿAbd al-ʿAzīz: emir Jabal Shammar

### Państwo Derwiszów
- Mohammed Abdullah Hassan: sajjid Derwiszów

### Sułtanat Dar Fur
- Ali Dinar: sułtan Dar Furu

### Demokratyczna Republika Azerbejdżanu
- Fətəli xan Xoyski: premier Azerbejdżanu od 28 maja 1918 do 14 kwietnia 1919
- Nəsib bəy Yusifbəyli: premier Azerbejdżanu od 14 kwietnia 1919 do 1 kwietnia 1920
- Samad bej Mehmandarow: azerski generał artylerii
- Ali-Agha Szixlinski: azerski generał artylerii